# Carlos Roberto Reina

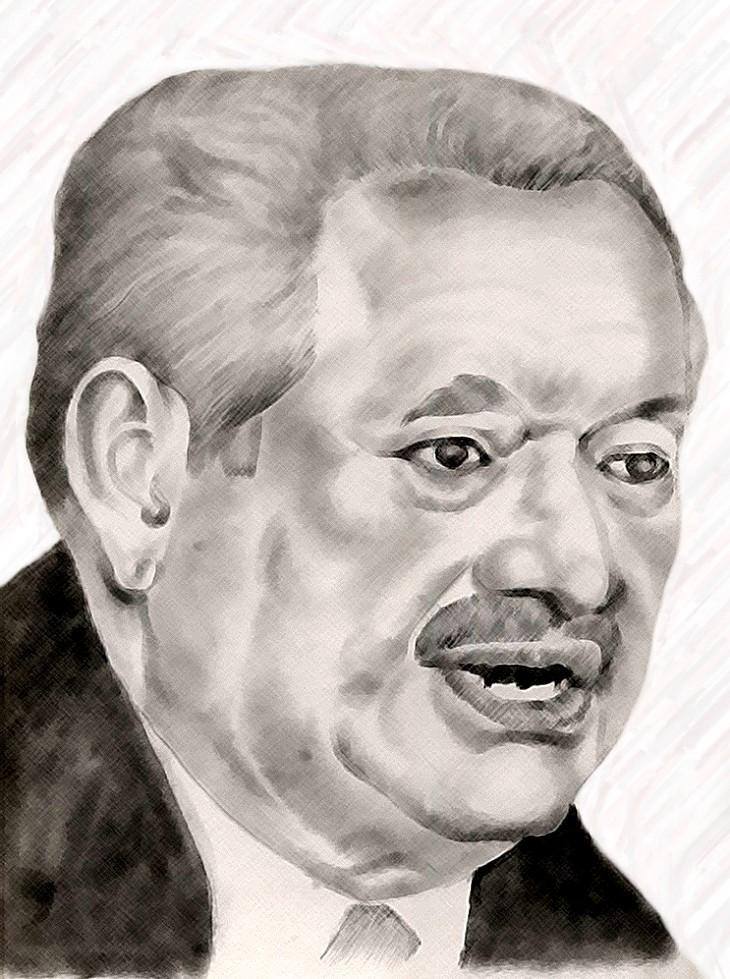
Carlos Roberto Reina

Carlos Roberto Reina (* 13. März 1926; † 19. August 2003) war von 1994 bis 1998 Präsident von Honduras.
Reina gehörte dem linken Flügel der Liberalen Partei an und hatte eine langjährige Karriere als Diplomat und Menschenrechtler hinter sich, unter anderem war er von 1960 bis 1963 Botschafter in Frankreich. Am 27. Januar 1994 wurde er neuer Staats- und Regierungschef von Honduras. Er versprach bereits im Vorfeld, Armut, Korruption und Menschenrechtsverletzungen zu bekämpfen, sowie den Einfluss der Militärs zu reduzieren und soziale Einrichtungen zu schaffen. In seiner Amtszeit als Präsident bemühte er sich dann im Rahmen der von ihm propagierten renovación moral, der moralischen Erneuerung, erfolgreich um die Bekämpfung der Korruption und schaffte die Wehrpflicht ab. Im Jahre 2003 beging Reina Suizid mit der Pistole, er war schwer an Krebs erkrankt.
Reinas Nachfolger wurde Carlos Roberto Flores Facussé, der das Erneuerungsprogramm Reinas im Sande verlaufen ließ.